# مزرعة له لار (دوستان)
مزرعة له لار (بالإنجليزية: Mazraeh-ye Lah Lar)‏ هي مستوطنة تقع في إيران في قسم دوستان الريفي. يقدر عدد سكانها بـ 16 نسمة .